# Ključi (Kamčatský kraj)
Ključi (rusky Ключи) jsou obec (v letech 1979 až 2004 město) v Kamčatském kraji Dálněvýchodního federálního okruhu Ruské federace. Leží na Kamčatce na pravém břehu Kamčatky a při sčítání lidu v roce 2010 v ní žilo necelých šest tisíc obyvatel.

## Poloha
Ključi leží třicet kilometrů severně od Ključevské sopky na jižním, pravém břehu řeky Kamčatky, naproti 1400 metrů vysoké sopce Charčinskij. Od Petropavlovska-Kamčatského, správního střediska Kamčatského kraje, jsou Ključi vzdáleny 450 kilometrů směrem na sever. Od sídla městského typu Usť-Kamčatska, kde se Kamčatka vlévá do Tichého oceánu, je obec Ključi vzdálena sto kilometrů na západ.
Jen tři kilometry od Ključů je vojenská Ključská letecká základna a ve vzdálenosti 130 kilometrů je raketový polygon Kura, který slouží k testování mezikontinentálních balistických raket.

## Dějiny
V roce 1951 se Ključi staly sídlem městského typu, v roce 1979 dokonce městem a k roku 1989 měly přes jedenáct tisíc obyvatel, ale v devadesátých letech dvacátého století se počet obyvatel začal prudce propadat a v roce 2004 ztratily Ključi status města.